# Pietrzkowice (Ostrawa)
Pietrzkowice (cz. Petřkovice, niem. Petershofen, przed 1907 Petrzkovicz) – jeden z 23 obwodów miejskich miasta statutarnego Ostrawy, stolicy kraju morawsko-śląskiego, we wschodnich Czechach. Jest to także jedna z 39 gmin katastralnych w jego granicach o nazwie Petřkovice u Ostravy i powierzchni 390,4003 ha. Populacja w 2001 wynosiła 2783 osób, zaś w 2012 odnotowano 837 adresów.
Położona jest na lewym brzegu Odry w granicach tzw. kraiku hulczyńskiego, lecz bardzo niewielka część leżała przed uregulowaniem koryta Odry po stronie morawskiej. Przed włączeniem w granice administracyjne Ostrawy w 1976 samodzielna gmina.
W granicach Pietrzkowic znajduje się wzgórze Landek, miejsce wielu odkryć archeologicznych. Znajduje się tu również Muzeum Górnictwa OKD. Była to główna miejscowość pruskiej, potem niemieckiej, części Zagłębia Ostrawsko-Karwińskiego.

## Demografia[2]
| Rok             | 1869 | 1880 | 1890 | 1900 | 1910 | 1921 | 1930 | 1950 | 1961 | 1970 | 1980 | 1991 | 2001 |
| --------------- | ---- | ---- | ---- | ---- | ---- | ---- | ---- | ---- | ---- | ---- | ---- | ---- | ---- |
| Liczba ludności | 920  | 998  | 1107 | 1509 | 2159 | 2609 | 3206 | 3865 | 3236 | 2891 | 2846 | 2859 | 2783 |

## Historia
Pierwsza pisemna wzmianka pochodzi z roku 1377, w liście traktującym o podziale księstwa opawskiego pomiędzy czterech synów Mikołaja II. W 1518 stały się częścią państwa hluczyńskiego po tym, jak ich właściciel, książę cieszyński Kazimierz II sprzedał je Barnardowi ze Zvole. W 1780 u stóp wzgórza Landek odkryto złoża węgla, co odmieniło charakter wsi. W 1782 węgiel był wydobywany na czterech pokładach, a w 1803 otwarto kolejne cztery. W 1830 arcybiskupstwo ołomunieckie uruchomiło kopalnię Anselm, by dostarczyć węgiel do swej huty w Witkowicach, która jako jedna z pierwszych w Cesarstwie Austriackim porzuciła opał drewnem na rzecz węgla. W 1843 kopalnie wykupił Salomon Rothschild i zintensyfikował w nich wydobycie.
Początkowo Pietrzkowice i Przywóz połączone były ze sobą promem kursującym na rzece Odrze. Drewniany most postawiono w 1880, a w 1929 był to już most żelazny. Kolej w kierunku Hluczyna została uruchomiona w 1925, a w 1950 otwarto połączenie tramwajowe Hluczyna z Przywozem przez Pietrzkowice. Linię tę zamknięto w 1982.
Do Ostrawy Pietrzkowice przyłączono 24 kwietnia 1976. Od 24 listopada 1990 stanowią miejski obwód miasta statutarnego Ostrawa.

## Osoby związane z miejscowością
- Hana Zagorová (ur. 1946), czeska piosenkarka

## Galeria

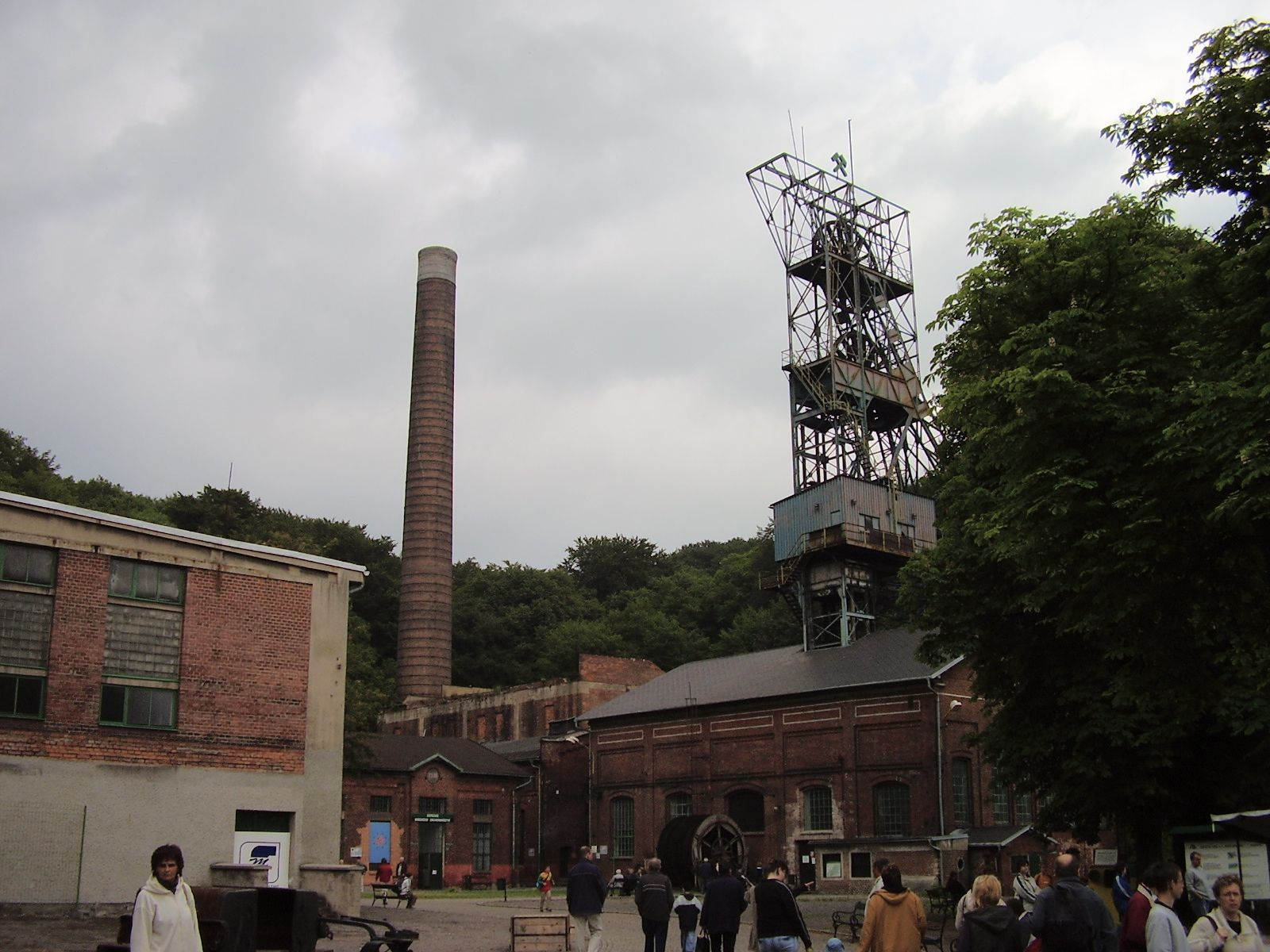
Muzeum Górnictwa na Landeku
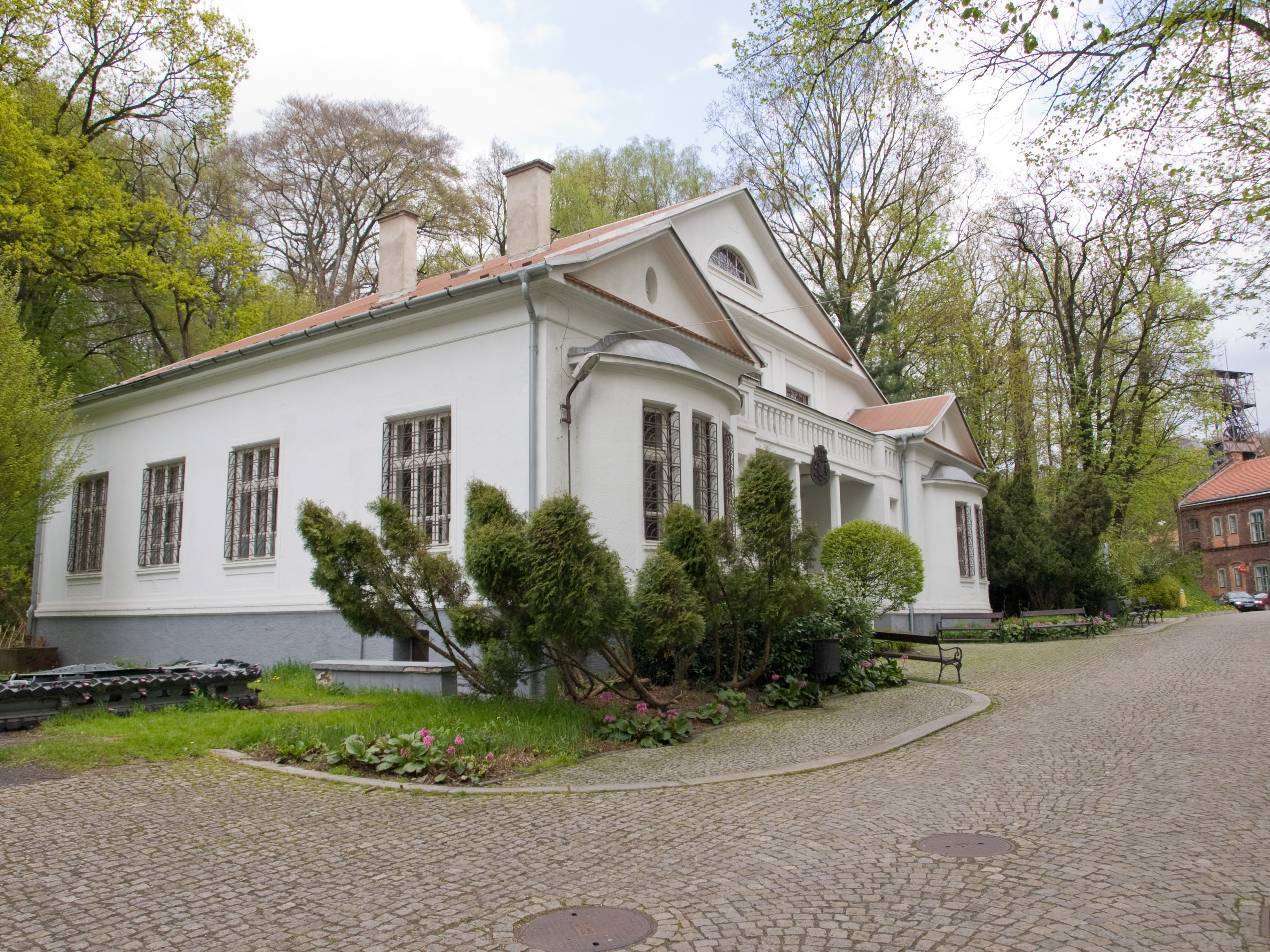
Muzeum Górnictwa na Landeku